# تاي دولا ساين
تايرون ويليام غرافين (بالإنجليزية: Tyrone Williame Griffins) يعرف في الوسط الفني باسم «تاي دولا ساين» (Ty Dolla $ign).ولد تاي في13 أبريل 1985 ويعمل كمغن، مغن راب، وكاتب أغاني، ومنتج. انطلقت مسيرته الفنية الفعلية سنة 2010 بإطلاقه مجموعة من الأغاني غير أن الانطلاقة الرسمية له كانت في صيف 2013 عندما وقع مع شركة التسجيل «تايلور غانغ» (tayleur gang records) التي يملكها المغني المعروف ويز خليفة. وفي نوفمبر 2015 أطلق أول ألبوم له تحت عنوان «فري تسي»(free tc) والذي احتل مرتبة 14 في ترتيب البيلبورد الأمريكي للألبومات.يعرف«دولا ساين» بعددة أغاني تنسب إليه أهمها «بارانويد»(paranoid) و «أور ناه»(or nah) وبلاسي (blasé).

## حياته
ولد دولا ساين في 13 أبريل 1985 وعاش وتربى في لوس أنجلوس، كاليفورنيا في منطقة تعج بالعصابات، والتي سرعان ما انضم إليهم مثله مثل أخيه الذي انضم لعصابة كريب (crip) تأثر في تلك الفترة بأبيه الذي كان عازفا في عدة فرق ماجعله يختار المجال الموسيقي.

## روابط خارجية
- تاي دولا ساين على موقع IMDb (الإنجليزية)
- تاي دولا ساين على موقع ميوزك برينز (الإنجليزية)
- تاي دولا ساين على موقع أول ميوزيك (الإنجليزية)
- تاي دولا ساين على موقع ديسكوغز (الإنجليزية)
- تاي دولا ساين على موقع قاعدة بيانات الفيلم (الإنجليزية)